# Catedral de San Estanislao y San Wenceslao (Świdnica)
La Catedral de San Estanislao y San Wenceslao o simplemente Catedral de Żywiec (en polaco: Katedra św. Stanisława i św. Wacława)  es un monumento histórico y un edificio católico principal en Świdnica, en Polonia. Es sede de la diócesis de Świdnica.

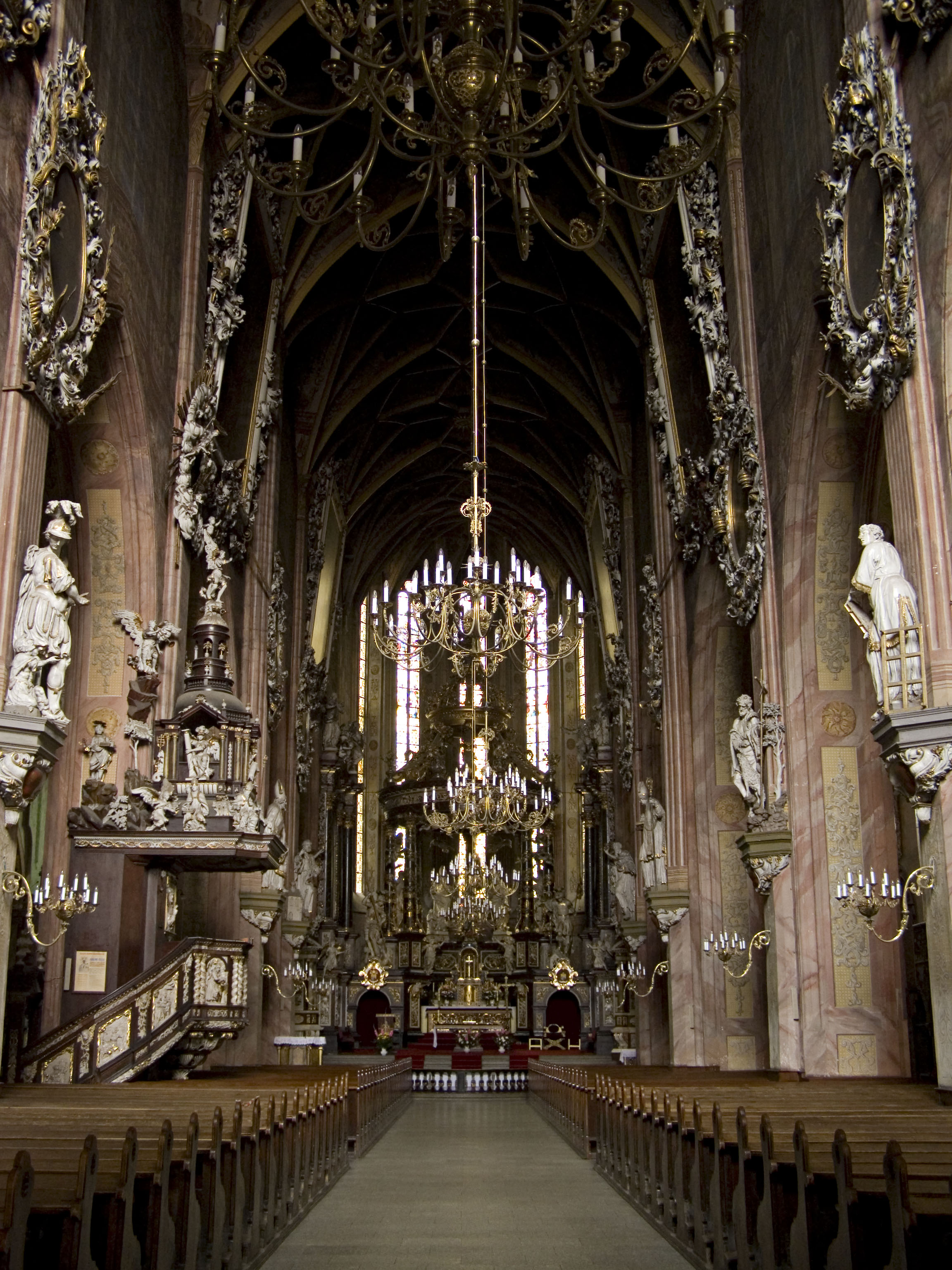
Vista interna

El edificio domina la esbelta torre gótica, con una altura de 104 metros, la más alta en la región. La construcción de la actual iglesia se inició en 1330 a instancias del duque Bolko II de Świdnica, a raíz de un incendio que destruyó un primer edificio de madera que estaba allí. El nuevo edificio, de estilo gótico, se diseñó como una basílica de tres naves. Entre 1400 y 1410, y se amplió después del incendio de 1532 se transformó en gran medida. El trabajo comenzó en 1535 y finalizó en 1546, con el objetivo de dar a la iglesia su aspecto actual.
Desde 1561 hasta 1629 la iglesia fue tomada oficial por los protestantes pero en 1662 pasó a los jesuitas, que en los siglos XVII y XVIII, le agregan los suntuosos muebles y decoraciones barrocas que todavía caracterizan el interior. Con la expulsión gradual de los jesuitas de la Silesia prusiana, la iglesia fue secularizada en 1772, cuando las autoridades prusianas lo convirtieron en un granero.
La iglesia fue profundamente reformada entre 1893 y 1895 pero perdió muchas de sus características arquitectónicas originales. El 25 de marzo de 2004, con la bula Multos fructus, el Papa Juan Pablo II, establece la Diócesis católica de Świdnica, y el edificio se convirtió en la catedral.